# دهستان ارمند
دهستان ارمند، یکی از دهستان‌های بخش ارمند شهرستان خانمیرزا در استان چهارمحال و بختیاری ایران است. مرکز این دهستان، روستای ارمند است.

## جمعیت
بر پایه سرشماری عمومی نفوس و مسکن در سال ۱۳۹۵، جمعیت دهستان ارمند برابر با ۱۰٬۷۳۰ نفر بوده‌است.